# Adventism
Adventismul este o denominațiune creștină întemeiată în jurul anilor 1830 de predicatorul baptist William Miller  și care consideră că  a doua venire a lui Iisus Hristos va avea loc în curând. 
Într-un sens mai restrâns, adventismul denumește un curent interconfesional, milenarist, cu puternice accente pietiste și misionare, care a influențat creștinătatea începând cu secolul al XIX-lea, producând diverse reacții și noi confesiuni creștine cu idealuri restauraționiste. Între aceste mișcări, cea mai proeminentă și mai prolifică a fost mișcarea adventistă americană a lui William Miller (1782-1849).
În sensul cel mai uzual, însă, adventismul este spiritualitatea, teologia, mesajul și doctrina Bisericii Adventiste de Ziua a Șaptea, principala și cea mai cunoscută Biserică adventistă, formând o majoritate de 70% între confesiunile care-și au originea în mișcarea millerită, cea mai aderentă la numele de adventist și la semnificațiile spirituale și teologice ale marii așteptări din anii 1840-1844.
Adventiștii susțin dezvoltarea personală a credincioșilor prin programe educative începând cu primii ani de viață și pun accent pe descoperirea naturii, sănătate și viață spirituală echilibrată. În ceea ce privește Biblia aceștia o consideră regula supremă de credință și practică și standardul prin care va fi testată orice învățătură și experiență în conformitate cu doctrina protestantă "Sola Scriptura"

## Adventismul ca mărturisire creștină
În sens larg, adventismul este doctrina creștină despre Parusía (gr. παρουσία = venire, prezentare, prezență vizibilă), al cărei corespondent teologic occidental este Al Doilea Advent (a doua venire a lui Iisus Christos, gr. η δεύτερα παρουσία), așa cum este exprimată ca unică speranță a creștinului, în Crezul niceo-constantinopolitan: "...și iarăși va să vie cu mărire, ca să judece viii și morții, a Cărui împărăție nu va avea sfârșit". 
Substantivul "Advent", ca termen teologic în bisericile occidentale, provine din substantivul latin adventus (venire), folosit frecvent în versiunea biblică Vulgata, cu referire la Parusíe, în multe locuri din Noul Testament: Matei 24:27, 37, 39; 1 Corinteni 1:8; 15:23; 1 Tesaloniceni 2:19; 3:13; 4:15 ; 5:23; 2 Tesaloniceni 2:1, 8; 1 Timotei 6:14; 2 Timotei 4:1; Tit 2:13; Iacov 5:7; 1 Ioan 2:28. Apostolul Pavel, încarcerat, își exprimă credința ca un testament lăsat întregii Creștinătăți, afirmând că, în ciuda perspectivei martiriului, are bucuria primirii coroanei de biruitor pe care i-o va da Domnul la venirea Lui (2 Timotei 4:8 non solum autem mihi sed et his qui diligunt adventum eius = ”și nu numai mie, ci și celor care iubesc venirea Lui"). Evanghelia lui Matei (24:3) folosește expresia: signum adventus tui et consummationis saeculi = „semnul venirii Tale și al sfârșitului veacului (lumii)"; credința lui Iacov cel Drept este exprimată în cuvintele (Iacov 5:8) quoniam adventus Domini adpropinquavit = fiindcă venirea Domnului s-a apropiat". Apostolul Petru, în traducere latină (2 Petru 3:4.12) vorbește despre promissio adventus eius (făgăduința venirii Lui), și despre a trăi expectantes et properantes in adventum Dei diei (așteptând și grăbind venirea zilei lui Dumnezeu).
Conceptul și termenul specific se folosesc însă și în Vechiul Testament latin, în pasajul profetic și mesianic din Maleahi 3:2 (et quis poterit cogitare diem adventus eius? = și cine se va putea gândi la ziua venirii Lui?). Și pentru că venirea mesianică a lui Iisus nu se referă doar la viitor, ci Crezul mărturisește, după Evanghelie, și Prima Venire, apariția istorică a lui Iisus mai este numită Primul Advent (Fapte 7:52 praenuntiabant de adventu Iusti = „prevesteau venirea Celui Drept"), punându-se accent pe apariția publică a lui Iisus, la Botez (Fapte 13:24). 
Pentru precizare, trebuie adăugat că termenul Advent se aplică în tradiția apuseană la perioada corespunzătoare postului răsăritean al Crăciunului, reprezentând invitarea sărbătorii Primei Veniri a Domnului (Nașterea, Întruparea), însușită spiritual prin euharistie, și ca pregătire pentru a doua Sa venire, la moartea creștinului și la sfârșitul lumii. 
De la substantivul ”advent”, folosit rar și exclusiv ca termen teologic, s-au format substantivul ”adventism” și adjectivul corespunzător: ”adventist”. Adventiștii români, însă, folosesc frecvent, în sens popular și uneori literar, termenul ”advent” ca adjectiv, printr-o confuzie a terminației specifice (cf. prezent, absent, tranzient), prin intermediul unor expresii traduse din engleză, cum ar fi: poporul advent (Advent people), mișcarea adventă (Advent movement), etc. Acest adjectiv este popular, tradițional și preferat în mediul adventist românesc, în timp ce forma corectă ”adventist” s-a substantivizat.

## Adventismul ca mișcare mondială în secolul al XIX-lea
Mișcările locale și zonale din Anglia, Europa, Australia, Asia și America -- altele decât Mișcarea Millerită -- și despre moștenirea lor actuală).

## Adventismul millerit și moștenirea actuală

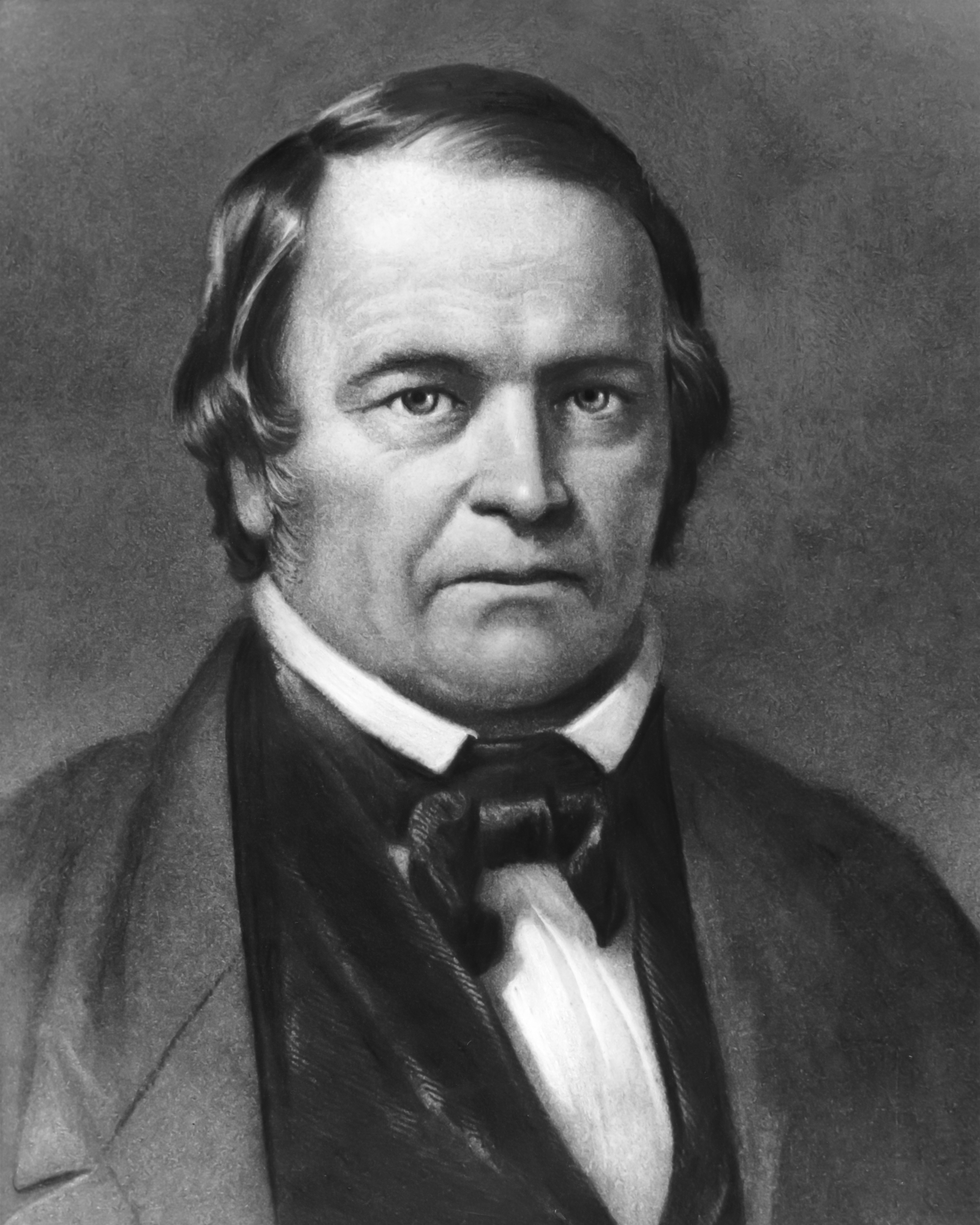
Predicatorul american William Miller

Într-un sens mai restrâns, adventismul denumește un curent interconfesional, milenarist, cu puternice accente pietiste și misionare, care a influențat creștinătatea începând cu secolul al XIX-lea, producând diverse reacții și noi confesiuni creștine cu idealuri restauraționiste. Acest curent religios s-a resimțit cu precădere în țările anglofone, fiind cel mai specific reprezentat de mișcarea de trezire începută de predicatorul baptist William Miller în Statele Unite ale Americii, între 1831-1844. 
Ca teologie și stare de spirit, adventismul s-a diversificat drastic după eșecul așteptărilor Venirii lui Christos din anii 1843-1847. Din adventismul original (millerit) s-au format mai multe confesiuni și denominații, adesea contestate pe diverse motive teologice sau social-politice. Unele dintre aceste confesiuni, slab organizate și cu slabă distincție doctrinară, au dispărut de mult timp, așa cum este cazul ramurii majoritare a mișcării millerite, American Millenial Association (numită și Evangelical Adventists). Alte ramuri adventiste s-au reunit mai târziu, cum ar fi cazul asociațiilor Life and Advent Union și Advent Christian Association, care se numesc astăzi Advent Christian Church). 
Confesiunile de tradiție adventistă, care au supraviețuit, au în comun preocuparea pentru escatologia apocaliptică, care culminează cu apropiata venire a lui Iisus; moralitate conservatoare; pietate intensă; "separarea" de lume și de bisericile populare; nonconformism religios; predispoziția pentru un studiu al Bibliei mai aprofundat și revizionist, care poate duce ușor la adoptarea de doctrine și practici netradiționale. Confesiunile adventist-millerite se pot clasifica după mai multe criterii.

## Criterii de clasificare a confesiunilor adventiste
1. După atitudinea față de doctrina tradițională a Trinității: 
Actualmente, majoritatea confesiunilor adventist-millerite profesează forme de antitrinitarinism (arianism, semiarianism etc.). Excepție face Biserica Adventistă de Ziua a Șaptea (care însumează aproximativ 70% din totalul numărului actual al adventiștilor milleriți), urmată de majoritatea confesiunilor desprinse din ea. 
2. Referitor la credința în nemurirea naturală a sufletului și în chinurile veșnice ale iadului: Majoritatea confesiunilor adventiste condamnă aceste învățături ca nebiblice, înșelătoare și dăunătoare spiritualității creștine autentice. Singura excepție au fost Adventiștii Evanghelici (Asociația Milenială Americană), care formau trunchiul principal al adventismului în secolul al XIX-lea și care, între timp, au dispărut.  
3. După atitudinea față de propria origine istorică și față de mesajul millerit, confesiunile adventiste se clasifică în: 
A. confesiuni care își condamnă istoria millerită (e.g. Adventiștii Evanghelici, care au dispărut);
B. confesiuni care ignoră originea adventist-millerită, deși îi moștenesc unele doctrine și particularități (e.g. "Studenții Bibliei", "Martorii lui Iehova");
C. confesiuni care mărturisesc rolul pozitiv al mișcării millerite și conservă esența spiritualității și teologiei lui William Miller (e.g. Adventiștii de Ziua a Șaptea, împreună cu confesiunile derivate și Advent-Creștinii).
4. După atitudinea față de darurile spirituale sau harismele nou-testamentare (cf. 1 Corinteni 12), confesiunile adventiste se clasifică în două: 
A. confesiuni care se opun teologiei și experiențelor harismatice (Advent-Creștinii, Studenții Bibliei, Martorii lui Iehova, Bisericile lui Dumnezeu, etc.);
B. confesiuni care acceptă darurile spirituale (e.g. Adventiștii de Ziua a Șaptea și confesiunile derivate). La rândul lor, confesiunile care acceptă harismele se pot subîmpărți în: 
a). harismatici moderați, care pun accentul pe responsabilitate comună, ordine și discernământ în ce privește recunoașterea profetismului, sau a altor harisme. Aceștia acceptă darul profetic al Ellenei White și accentuează importanța organizării biblice);
b). harismatici care accentuează libertatea manifestărilor harismelor, având tendințe extreme și divizive cu privire la harisme și organizare bisericească.
5. După tipul de organizație, confesiunile adventist-millerite se pot clasifica în: 
A. organizare nonierarhică, congregațională, slab-coordonată;
B. organizare oligarhică, harismatic-dictatorială sau cu putere exlusiv ierarhică;
C. organizare reprezentativă, congregațional-prezbiteriană, cu două centre de autoritate (una laică, locală, congregațională; și alta pastorală), care asigură unitatea și misiunea la nivel zonal și global.
6. După atitudinea față de ziua de odihnă și închinare, confesiunile adventist-millerite sunt fie: 
A. duminicaliste („de ziua întâi"), fie
B. sabatiste (sabatare / sâmbătare = "de ziua a șaptea").

### Adventismul „de ziua întâi"
■ The Advent Christian Church (Biserica Creștină a Adventului), cu aproximativ 60.000 membri, exclusiv în SUA), apărută în perioada 1844-1860, având ca fondatori pe Jonathan Cummings, Charles F. Hudson și George Storrs (fondatorul asociației Life and Advent Union). Au păstrat specificul recalculării datei venirii Domnului, interesul pentru apocaliptică, dar, spre deosebire de milleriții originali, au adoptat doctrina mortalității sufletului și a desființării iadului, precum și antitrinitarismul. Un grup separat din aceștia, circa 500 membri, cu numele de Primitive Advent Christian Church, se deosebesc de ceilalți prin faptul că au păstrat ritualul spălării picioarelor înainte de Cina Domnului și practică rebotezarea pentru mebrii excluși care revin în Biserică.
■ Bible Students (Cercetătorii Bibliei), mișcare fondată de pastorul Charles Taze Russel în 1881, prin separare de „advent-creștini" (grupul menționat mai sus), unde Russel se botezase în 1874, și de unde preluase o serie de doctrine specifice (negarea dogmelor despre nemurirea sufletului, despre chinurile veșnice și despre Trinitate; interesul pentru scheme cronologice apocaliptice etc.). Russel, a cărui autoritate în grup a fost unică, cvasi-profetică, supremă și pe viață, a adoptat doctrina revenirii lui Iisus „în spirit”, credința într-un rol special al evreilor în escatologie și altele. Urmașii lui Russel sunt divizați astăzi în două categorii: 1). o serie de grupuri conservator-russelite, modeste numeric, și 2). o organizație majoră, numărând peste 7.000.000 de membri, pe toate continentele, cu numele de Jehovah's Witnesses (Martorii lui Iehova). Aceasta grupează, din 1917, majoritatea "Studenților Bibliei" în jurul doctrinelor și organizației lui Joseph Rutherford, care a înlăturat unele învățături russelite și a adus inovații doctrinare caracteristice (obligativitatea folosirii numelui sacru „Iehova”, organizația văzută ca teocrație — "regatul lui Iehova", etc.). Unele din aceste convingeri, cu puternice implicații sociale (accente antistatale, refuzul de a saluta steagul, pacifismul radical, cu refuzul serviciului militar, refuzul transfuziei de sânge, etc.), împreună cu misionarismul specific itinerant, au stârnit adesea reacții sociale și politice de ostilitate. În ciuda unor aparențe și prejudecăți, martorii lui Iehova sunt, în general, cetățeni morali și cinstiți. În anii democrației postdecembriste au fost recunoscuți oficial și în România.
■ Church of God of the Abrahamic Faith (Biserica lui Dumnezeu de Credință Abraamică), întemeiată în 1888 de milleriții Joseph Marsh și Benjamin Wilson, ai căror urmași s-au separat în 1921, formând Church of God General Conference (sub 10.000 membri în USA) și The Church of the Blessed Hope, mult mai modestă numeric.  „Credința abrahamică” accentuează întemeierea pe pământ a Împărăției lui Dumnezeu în mod literal și profesează antitrinitarismul. Nu au reprezentare în România.

### Adventismul de ziua a șaptea
■ The Seventh-day Adventist Church (Biserica Adventistă de Ziua a Șaptea), cea mai numeroasă confesiune adventistă (peste 19.000.000 în 202 țări) și una dintre cele mai active și mai crescânde denominații protestante. Fondată între anii 1844-1863 de un grup de adventiști milleriți, sub conducerea lui Joseph Bates, James S. White, Ellen G. White, John N. Andrews și Uriah Smith. Adventiștii de ziua a șaptea se deosebesc de adventiștii „de ziua întâi” prin adoptarea Sâmbetei ca sabat, după Cele Zece Porunci. Spre deosebire de adventiștii „de ziua întâi”, aceștia nu condamnă, dar nici nu apără sărbătorile calendaristice (creștine sau iudaice), au renunțat la orice preocupare pentru datarea Adventului, au păstrat calculul profetic millerit, care ducea la anul 1844, dându-i o nouă interpretare (începutul fazei premileniale a Judecății, numită și „curățirea Sanctuarului”), au dezvoltat teologia apocaliptică și escatologia millerită, păstrând credința în revenirea iminentă a lui Iisus, dar, în același timp, și-au sporit impactul constructiv social-cultural, prin fondarea de școli, instituții sanitare, centre media, instituții caritabile, organizații de tineret și de cercetași, campanii pentru sănătate, etc.; au adoptat un stil de viață koșer, de preferință vegetarian, și condamnă uzul alcoolului, tabacului, drogurilor. Au dezvoltat o teologie respectabilă, acceptabilă astăzi unor cercuri protestante (evanghelice), au abandonat poziția semiariană (care fusese neoficializată, dar influentă în a doua jumătate a secolului XIX), subliniind în prezent dumnezeirea absolută a Fiului și personalitatea divină a Spiritului Sfânt. De asemenea, adventiștii de ziua a șaptea consideră în mod oficial scrierile Ellenei White ca fiind inspirate și importante pentru Biserică și pentru credincios, dar cu autoritate subordonată Bibliei. Percepția acestui fenomen poate fi, însă, foarte diferită la nivel popular, sau de la o zonă geografică la alta. În ciuda afirmațiilor unor critici, Ellen White nu a fost fondatorul, conducătorul sau autoritatea supremă în Biserica Adventistă. Totuși, se recunoaște că progresul Bisericii Adventiste de Ziua a Șaptea se datorează în mare parte mesajelor și îndemnurilor harismatice ale Ellenei White, ale cărei cărți sunt în prezent printre cele mai publicate pe glob. Adventiștii de Ziua a Șaptea numără circa 100.000 printre românii din patrie și din diaspora. Cei mai mulți adventiști de ziua a șaptea pot fi întâlniți în țările latino-americane, America de Nord, unele țări Americane, în țări insulare și în Australia. 
■ Church of God (Seventh Day) (Biserica lui Dumnezeu -- de Ziua a Șaptea), cu circa 140.000 de membri în peste 20 de țări. S-a mai numit Church of Jesus Christ, apoi Church of God (a nu se confunda cu alte grupuri care poartă în prezent același nume, dar au doctrină și origine diferite). A fost fondată de pastorii adventiști dizidenți, Gilbert Crammer, B. F. Snook și W. M. Brinkerhoff, din câteva grupuri (The Marion Party, Hope of Israel, The Messengers, etc.) care s-au separat de Adventiștii de Ziua a Șaptea după 1863, respingând numele, organizarea și conducerea Bisericii, unele doctrine specifice adventiștilor, precum și credința în harisma profetică a Ellenei White. Au experimentat nenumărate schisme până în prezent. Se deosebesc de adventiștii de ziua a șaptea prin faptul că au păstrat antitrinitarianismul, au adoptat sărbătorile calendaristice iudaice, condamnă sărbătorile creștine ca fiind păgâne, au abandonat autoritatea scrierilor Ellenei White, reforma sănătății și escatologia adventistă, insistând, în schimb, asupra denumirii oficiale Biserica lui Dumnezeu, ca fiind singura denumire legitimă din punct de vedere biblic. Acest grup nu este reprezentat în România.
■ The Worldwide Church of God / WCG (Biserica Mondială a lui Dumnezeu), fondată de Herbert W. Amstrong, un afacerist botezat în 1927 în „Biserica lui Dumnezeu de Ziua a Șaptea”, chemat ca pastor în 1931, după care a condus o schismă în 1937. Pe lângă doctrinele moștenite din grupul anterior, Armstrong a formulat o teologie anglo-israelită (popoarele anglofone ar fi cele zece triburi israelite pierdute !), pe care a difuzat-o sistematic prin radio, de unde și numele inițial al mișcării: “The Radio Church of God”. După 1970, în urma unor conflicte între Armstrong-tatăl și Armstrong-fiul, Biserica s-a divizat iarăși. J. W. Tkach, noul lider al Bisericii după 1986, subminând sistematic doctrinele specifice ale acestei Biserici, inclusiv teologia Sabatului, a încercat să-i imprime un caracter cât mai evanghelic. Faptul a provocat o mare derută și noi schisme, care au produs noi „Biserici ale lui Dumnezeu”: (The Philadelphia Church of God, în 1989; Church of the Great God, în 1992; The Global Church of God, în 1992; Church of God Fellowship, 1992; The United Church of God, în 1995; The Living Church of God, în 1998; și The Restored Church of God, în 1998). În timp ce unele grupuri încă țin sâmbăta, ca repaus obligatoriu, organizația principală a părăsit toate doctrinele distinctive tradiționale, inclusiv sfințenia Sabatului, după care, în 2009, și-a luat numele de Grace Communion International  (Părtășia Internațională a Harului). Numărul total de membri al acestor grupuri divizate nu este raportat, dar se apreciază sub 200.000.
■ The Adventist Church of Promise (Biserica Adventistă a Făgăduinței) este o mișcare cu caracter penticostal (accentuând glosolalia, profetismul, vindecarea miraculoasă etc.) fondată în 1932, în Brazilia, de João Augusto da SIlveira, prin separare de Biserica Adventistă de Ziua a Șaptea. Are aproape 200.000 membri, în special pe continentele americane și în Africa, și este în relații amicale cu „The Church of God (Seventh Day)”.
■ The Seventh-day Adventists – Reform Movement (AZSMR: Mișcarea de Reformă), cu mai puțin de 50.000 membri în 150 de țări; fondată în 1922, în Germania, prin separare de Biserica Adventistă de Ziua a Șaptea. Schisma, condusă de Otto Welp, Wilhelm Maas și alții, a izbucnit din motive critice, rigoriste, în urma tulburărilor provocate de participarea adventiștilor în armată și război, Ei insistă în sens legalist, asupra reformei sănătății, în timp ce adventiștii de Ziua a Șaptea nu au făcut din toate aceste aspecte, condiții ale calității de membru. Grupul acesta există și în România (AZSMR), unde numără câteva mii și sunt activi în domeniul promovării stilului de viață sănătos. 
■ Mișcarea Shepherd’s Rod, sau The Davidian Seventh-day Adventists (Davidienii), sunt un mic grup fanatic care s-a separat de Biserica Adventistă de Ziua a Șaptea în 1930 în California, în frunte cu Victor Houteff, un imigrant bulgar, cu veleități de profet și de reformator. Houteff a fost exclus din Biserica Adventistă de Ziua a Șaptea pentru insistența turbulentă de a impune Bisericii interpretările lui personale. Houteff citea Biblia și scrierile Ellenei White într-o manieră diletantă, abuzivă, mistică, din perspectivă rigorist-perfecționistă și revizionistă, într-un mod asemănător cu înaintașii „reformiștilor” și cu alte grupuri asemănătoare care s-au ridicat în istoria adventismului. Între alte specialități, grupul lui Houteff crede în restabilirea împărăției lui David la Ierusalim, motiv pentru care s-au numit oficial „davidieni”. Toți liderii succesivi ai acestui grup, care a fost mereu bântuit de lupte pentru putere, au pretins darul profeției. 
■ Grupul Branch Davidian (eng. Branch = Ramură, Odraslă, cf. Zaharia 6:12). cea mai notorie dintre facțiunile davidiene care s-au format după moartea lui Houteff, cu centrul la Waco, Texas. În conducerea acestui grup s-a impus în 1990 Vernon Howel, un adventist exclus pentru purtare imorală de Biserica din Tyler, Texas. Howell s-a autonumit David Koresh (David și Cirus, tipuri mesianice!) și a dezvoltat noi speculații tipologice și apocaliptice, un stil de conducere neobișnuit de manipulativ și abuziv, încălcând pe față normele pe care atât adventiștii, cât și davidienii le respectă. A instaurat un regim personal de desfrâu poligam, cu abuz de minore, consum de alcool și cărnuri, trafic de arme și muniții etc. Această comună sectară de ex-adventiști și ex-davidieni, număra circa 140 de persoane, din care 76 (inclusiv 20 copii și două femei însărcinate: familia lui „Koresh”) au pierit în cunoscuta tragedie de la Waco, la 19 aprilie 1993. Comunități davidiene există în continuare, inclusiv „The Branch”, numărând cel mult câteva mii de membri, adepți ai doctrinei lui Houteff. Aceștia condamnă fenomenul David Koresh, pe care nu-l recunosc ca davidian.

## Adventismul ca doctrină a Bisericii Adventiste de Ziua a Saptea
Cel mai uzual sens al noțiunilor de adventism și adventist se referă la identitatea Adventiștilor de Ziua a Șaptea, ca spiritualitate, teologie, doctrină și trăire (pietate)specifică. În mod special, doctrina (învățătura) Bisericii este aceea care îi dă identitatea și viața specifică.
Spre deosebire de multe confesiuni creștine, tradiționaliste sau protestante, doctrina adventistă este exprimată printr-o mărturisire de credință, prezentată pe articole (puncte de credință, principii fundamentale) care reprezintă credința istorică, progresivă (dinamică) și universală a Bisericii. Aceste articole de credință sunt, în același timp, doctrine pentru cateheză și, prin urmare, acceptarea lor ca principiu și trăire este condiție de admitere la botez. Articolele de credință nu sunt dogme (decizii sinodale nechimbătoare), ci expuneri confesionale pe care candidații și membrii le pot verifica și confrunta cu ajutorul Bibliei, care este singurul Crez. 
Ori de câte ori s-a descoperit o nouă învățătură importantă în Biblie și, după ce aceasta a fost publicată, studiată de întregul corp al Bisericii, a fost supusă votului Adunării Generale (Conferința Generală, cu un mare număr de delegați reprezentativi și participanți din toată lumea). Acest vot nu are autoritatea de a proclama o dogmă, ci de a confirma ca adventistă (reprezentativă), de a oficializa o anumită învățătură sau practică. Există și opinii teologice sau practici, care nu au fost votate la nivel general și nu au caracter oficial, chiar dacă pot fi dominante. 
Numărul de articole în care este expusă doctrina adventistă este fluctuant. În primul rând, aceeași doctrină poate fi expusă mai detaliat, sau mai concentrat. Din motive practice, numărul „punctelor de credință a variat între 4 și 28 de articole, atât în sens istoric, cât și geografic. Diferența aceasta nu reprezintă o variabilitate confesională în interiorul adventismului, ci o variație de expresie a aceleiași doctrine. Cea mai rezumativă expunere doctrinală împarte aceste articole în trei categorii:
1. Articole de credință comune cu restul creștinătății:
Autoritatea Bibliei; Creatorul și creația; Dumnezeirea (Trinitatea); Christos ca Dumnezeu adevărat și om adevărat; Întruparea (nașterea din fecioară), misiunea și moartea ispășitoare a lui Iisus; divinitatea, personalitatea și lucrarea Duhului Sfânt; morala creștină, cele 10 porunci, Biserica, a doua venire, învierea morților; etc.
2. Articole de credință comune cu o parte dintre confesiunile creștine: Sola Scriptura (Biblia ca singură autoritate pentru credința și practica religioasă); preoția exclusivă a lui Iisus și preoția universală a laicilor; neacceptarea tainelor (sacramentelor) și ierurghiilor specifice din bisericile  tradiționale; acceptarea botezului evanghelic (la vârsta credinței și alegerii personale și administrat prin scufundare, ca dedicare lui Christos, și nu ca sacrament mistic); cina Domnului ca memorial sacru, nu ca jertfă reeditată  (liturghie) sau ca sacrament mântuitor; credința în Iisus și în puterea învierii Lui ca singură speranță a nemuririi, și respingerea credințelor populare în nemurirea naturală a sufletului, în chinurile veșnice ale iadului, în reîncarnări succesive și în toate formele de ocultism; respingerea cultului morților (sfinți, strămoși, eroi etc.); respingerea cultului imaginilor, și a oricăror forme de materialism mistic (lucrurile pot avea doar rol didactic și decorativ, nu ca obiecte venerabile); libertatea morală (liberul arbitru) și responsabilitatea individului, respingând doctrinele predestinaționiste; separarea între stat și biserică și respectarea libertății de conștiință și de închinare ca drept al omului, în orice circumstanțe; sabatul zilei a șaptea (sâmbăta), ca sărbătoare și repaus săptămânal pentru creștini; etc.    
3. Articole de credință exclusiv adventiste, sau cu accent unic adventist: doctrina judecății premileniale („doctrina Sanctuarului"), care afirmă că mântuiții, candidați la nemurirea și fericirea veșnică, sunt judecați în perioada escatologică a istoriei, înainte de revenirea lui Iisus; sabatul biblic ca test escatologic universal și criteriu al judecății ultimei generații; marea controversă cosmică dintre Christos și Satan, explicând manifestările răului, răspunzând întrebărilor privitoare la lume și viață; doctrina reformei sănătății, ca parte a sfințirii trupului, întemeiată pe înțelegerea biblică a unității spirit-suflet-trup; acceptarea Ellenei White ca profet modern, cu autoritate subordonată Bibliei, având rol îndrumător în viața personală și comunitară.